# Рафиков, Кудратулла Мирсагатович
Кудратулла Мирсагатович Рафиков (узб. Qudratullo Mirsagatovich Rafikov) — узбекский государственный деятель и политик, Председатель Федерации профсоюзов Узбекистана, депутат Джизакского областного Кенгаша народных депутатов, Член Политического Совета УзЛиДеП, президент Федерации конного спорта РУз (с 24.01.2017).

## Биография
Был генеральным директором АО «Джизакский аккумуляторный завод» в 1996-2016 годах. Занимал должность президента Федерации профсоюзов Узбекистана с 21 декабря 2016 года, переизбран на новый срок 11 ноября 2020 года на 8-м съезде профсоюзов Узбекистана.

## Семья
Старший сын Мирсагатов Хабибулла Кудратуллаевич, заместитель прокурора г. Ташкента.
Младший сын Мирсоатов Алишер Кудратуллаевич, Председатель Правления Национального банка внешнеэкономической деятельности Республики Узбекистан.